# Grandia II
Grandia II est un jeu vidéo de rôle développé par Game Arts et édité par Ubisoft sur Dreamcast en 2000. Il est adapté sur PlayStation 2 et Windows en 2002. Suite de Grandia, il n'en reprend cependant ni l'histoire ni les personnages. Son système de combat original, sa réalisation soignée et ses personnages attachants en font l'un des jeux de rôle les plus appréciés de la Dreamcast avec Skies of Arcadia.

## Scénario
Le joueur incarne Ryudo, Geohound - genre de mercenaire -, qui accepte de servir de garde du corps à Elena, jeune chanteuse de Granas lorsqu'elle doit se rendre à la tour de Garmia. Malheureusement rien ne se passe comme prévu, et commence alors un long périple sur tout le continent.
Le scénario est un élément important du jeu, et avance grâce aux nombreuses scènes de dialogues, ainsi qu'aux scènes cinématiques. Il mêle sauvetage du monde, histoires de frères ennemis et intrigues religieuses.
À travers le jeu, nous rencontrons des alliés comme des ennemis. Ils serviront pour le combat grâce à leur spécialité, exemple: Le jeune garçon pas très fort ou résistant mais excelle dans la médecine.

## Système de jeu
L'un des points forts du jeu réside dans son système de combat, mêlant temps réel et tour par tour. Une icône représentant chaque personnage, allié ou ennemi, défile sur une jauge plus ou moins rapidement, en partant de la gauche. Lorsque l'icône d'un personnage atteint un certain point situé sur la droite de cette jauge, c'est son tour de jeu. Le combat entre en pause et le joueur peut décider de le faire attaquer, lancer un sort, utiliser un objet, etc. après quoi l'icône parcours rapidement le reste de la jauge. Quand elle arrive tout au bout, l'action est effectuée et l'icône repart tout à gauche.
Pendant le court laps de temps entre l'assignation d'une action et sa réalisation, si le personnage est touché par un coup, ce coup devient critique, lui infligera plus de dégâts et annulera l'action en cours. Il est également possible d'effectuer des coups "Cancel" qui font reculer l'icône d'un ennemi sur la gauche, retardant d'autant son tour de jeu. Ce système rend les combats dynamiques tout en laissant au joueur le temps de réfléchir à sa tactique.

## Traduction amateur
Depuis 2005, un projet de traduction amateur du jeu en français existe. Le projet concerne la version PC du jeu, et les premiers patchs sont disponibles, depuis 2008, sur le site officiel de Terminus Traduction ainsi que sur la page d'accueil du projet.
Le 23 mai 2019 est sortie les patchs FR pour les versions PC et Dreamcast du jeu. 
https://grandia2fr.ovh/